# Acanthemblemaria medusa
Acanthemblemaria medusa es una especie de pez del género Acanthemblemaria, familia Chaenopsidae. Fue descrita científicamente por Smith-Vaniz & Palacio en 1974.
Se distribuye por el Atlántico Centro-Occidental: Antillas Menores, frente a las costas del norte de Sudamérica. La longitud total (TL) es de 4 centímetros. Habita en arrecifes de coral poco profundos o fondos rocosos.
Está clasificada como una especie marina inofensiva para el ser humano.